# خمر قلندران
 خمر قلندران  قرية صغيرة تـتبع بلدة جناح (بالفارسية: بخش جناح ) من توابع مدينة بستك وتقع في محافظة هرمزگان في جنوب غرب إيران. إحدى قرى « اقليم فرامرزان».

## حدود قرية خمر قلندران
حدود قرية خمر قلندران: من الشمال جبل، ومن الجنوب نهر مهران، من الغرب قرية كنار سياه ومن الشرق تنتهي بـقرية دهنو قلندران.

## السكان
يبلغ عدد سكان هذه القرية حسب تعداد السكان لعام 2006 للميلاد، (150) نسمة تشكل (50) عائلة، من أهل السنة والجماعة وعلى المذهب الشافعي. يتكلمون الفارسية باللهجة المحلية. بها مسجد، الطلاب في المرحلة الابتدائية يدرسون في مدرسة (خاتم الانبیا دهنو قلندران) التي تقع في القرية المجاورة لقريتهم.

## مياه الشرب
يتم تأمين مياه الشرب للسكان من بلدة كمشك، وبعض البرك المنتشرة في المناطق القريبة من القرية.

## وصلات خارجية
- التقسيمات الادارية لمحافظة هرمزگان